# Хоромани-Вітниці
Хоромани-Вітниці (пол. Choromany-Witnice) — село в Польщі, у гміні Червін Остроленцького повіту Мазовецького воєводства.
Населення — 93 особи (2011).
У 1975-1998 роках село належало до Остроленцького воєводства.

## Демографія
Демографічна структура станом на 31 березня 2011 року:
|          | Загалом | Допрацездатний вік | Працездатний вік | Постпрацездатний вік |
| -------- | ------- | ------------------ | ---------------- | -------------------- |
| Чоловіки | 51      | 6                  | 38               | 7                    |
| Жінки    | 42      | 7                  | 24               | 11                   |
| Разом    | 93      | 13                 | 62               | 18                   |